# Талое (озеро)
Та́лое (Та́лая ла́мба) — озеро родникового происхождения, государственный гидрологический заказник в Суоярвском районе Республики Карелия, особо охраняемая природная территория, памятник природы регионального значения.

## Общие сведения
Длина озера — 300 м, средняя ширина — 50 м, средняя глубина — 1,5 м, площадь водосбора — 5,5 км², объём озера около 20000 м³.
Из озера вытекает единственный ручей с дебитом до 140 л/с осенью, величиной минерализации воды выше 90 мг/л, состав гидрокарбонатный магниево-кальциевый.
Озеро незамерзающее, частичное появление ледостава наблюдается при температуре ниже 20 °C.

## Заказник
Заказник расположен восточнее озера Хейзъярви, на водоразделе бассейнов рек Суна и Сегежа, в северо-западной части бассейна реки Семча.
Заказник учреждён Постановлением Совета министров Карельской АССР № 276 от 20 июля 1984 года с целью защиты уникального озера родникового происхождения, питаемого подземными водами, поступающими из трещиноватых кристаллических пород. Заказник играет роль охранной зоны озера, охватывает всю площадь водосбора, граница заказника проходит по линии водораздела, охранная зона — 1000 га.